# Світова організація торгівлі

Країни-члени СОТ, станом на 2013 рік
Члени
Члени, представлені також через Європейський Союз
Спостерігачі
Не члени

Світова організація торгівлі (СОТ) (англ. World Trade Organization, WTO) — міжнародна організація, яка почала діяти 1 січня 1995 року задля лібералізації міжнародної торгівлі та регулювання торгово-політичних відносин країн-членів.
За останні роки значно розширилася сфера діяльності СОТ, яка на сьогодні далеко виходить за рамки власне торговельних стосунків. СОТ є потужною і впливовою міжнародною структурою, здатною виконувати функції міжнародного економічного регулювання. Членство у СОТ стало на сьогодні практично обов'язковою умовою для будь-якої країни, що прагне інтегруватися в світове господарство.
Процеси створення, становлення й розширення СОТ не були простими та однозначними. Хоча за останні 30 років масив загальних правил СОТ надзвичайно зріс, СОТ усе ще базується на принципі двосторонніх переговорів між членами з метою взаємного відкриття їхніх ринків. Члени СОТ, формулюючи вимоги до країн-претендентів стосовно доступу до їхніх ринків, відстоюють інтереси власних підприємств, захищаючи таким чином власне виробництво та робочі місця. Тому переговорний процес є непростим і, як правило, тривалим.

## Історія створення

### Створення системи GATT
Після закінчення Другої світової війни у світі під егідою ООН почалися переговори про створення Світової організації торгівлі (СОТ). У ході Конференції ООН у 1948 р. була прийнята Гаванська хартія, якою затверджувався Статут СОТ. Однак Гаванська хартія так і не набрала чинності, оскільки парламенти деяких країн, у тому числі США, відмовилися ратифікувати Угоду про Статут СОТ.

### Історія підписання ГАТТ 1947
1945 року коли США запропонували створити Міжнародну торговельну організацію (МТО). Створенням МТО займалася Економічна і соціальна рада ООН (ЕКОСОР), а розробка Статуту (Хартії) МТО здійснювалася на Лондонській (1946), Женевській (1947) та Гаванській конференціях (1947 р. — 1948 р.).
Результат роботи був продуктивний. Наприклад, було прийнято 45 тис. тарифних знижок (еквівалентно 10 млрд дол. США), які у майбутньому стали принциповими ознаками лібералізованого ринку, базою для міжнародної торгівлі.
1947 року ці знижки були затверджені у правилах міжнародної торгівлі та закріплені у Розділі IV статуту МТО, який отримав назву «Генеральна угода з тарифів і торгівлі» (від англ.: «General Agreement on Tariffs and Trade»), а статут МТО — «Гаванська хартія».
Статут також містив норми, що регулювали обмежувальну торговельну практику, використання міжнародних торгових угод як форм стабілізації сировинних ринків, закріплював принцип найбільшого сприяння (ПНБ) і принцип недискримінації при встановленні будь-яких заборон або обмежень у торгівлі. Статут був підписаний більш ніж 50 державами світу.
У той же час, наявність уже сформованої системи преференційної торгівлі в межах держав Британської співдружності не сприяли достатній підтримці проекту зі створення нової системи преференцій. У результаті дискусій до Гаванської хартії було внесено велику кількість виправлень і винятків, які не влаштували США.
Відповідно, 1949 року Президент США Гарі Трумен не став вносити Угоду про створення МТО на ратифікацію Сенату. 1950 року уряд США публічно відмовився від МТО. Таким чином, ГАТТ 1947 р. став єдиним міжнародним документом, що регулював торгівлю в післявоєнному світі на наступні 45 років!
У ході роботи над Статутом СОТ представники 23 країн почали шукати можливості зменшення протекціонізму в міжнародній торгівлі. Результатом такої роботи було прийняття 45 тисяч тарифних знижок, а також затвердження правил міжнародної торгівлі, що стали називатися Генеральною угодою з тарифів і торгівлі (англ.: «General Agreement on Trade and Tariffs» — GATT). GATT набрала чинності з 1 січня 1948 року. Умовами GATT спочатку не передбачалося створення міжнародної організації. Норми GATT діяли як звичайний міжнародний договір. Зміни й доповнення норм могли здійснюватися винятково в рамках міжнародних конференцій, що іменувалися раундами. Завдяки запровадженого зазначеною угодою механізму обмеження тарифів, процес лібералізації торгівлі просувався повільно, проте, впевнено.
Усього з 1946 по 1994 було проведено вісім раундів багатосторонніх торговельних переговорів у рамках GATT:
1. 1947 (Женева, Швейцарія)
2. 1949 (Аннесі, Франція)
3. 1951 (Турки, Велика Британія)
4. 1956 (Женева, Швейцарія)
5. 1960–1961 (Женева, Швейцарія), «Діллон-раунд»
6. 1964–1967 (Женева, Швейцарія), «Кеннеді-раунд»
7. 1973–1979 (Женева, Швейцарія), «Токіо-раунд»
8. 1986–1993 (Женева, Швейцарія), «Уругвайський раунд»

Результатом кожного з раундів було прийняття нових угод, що регулюють різні аспекти міжнародної торгівлі, зокрема, зменшують митні ставки.
Серйозним недоліком системи GATT була відсутність інституційної основи, тобто міжнародної організації як такої. Угоди GATT не мали обов'язкового характеру для країн-учасників GATT. Надалі кодекси, присвячені регулюванню субсидій і компенсаційних заходів, технічних бар'єрів у торгівлі, ліцензуванню імпорту, митної оцінки й антидемпінгових заходів, стали складовою частиною Угоди про утворення Світової організації торгівлі. Вони стали обов'язковими для всіх її членів.

### Уругвайський раунд торговельних переговорів і створення СОТ
Останнім раундом багатосторонніх торговельних переговорів у рамках комплексу міжнародних угод GATT був восьмий Уругвайський раунд, що почався у вересні 1986 р. у Пунта-дель-Есте (Уругвай). Прийнятий порядок денний включав питання, що розширюють рамки міжнародної торговельної політики і питання створення повноцінної міжнародної організації як такої. До обговорення були включені питання регулювання торгівлі послугами й інтелектуальної власності, здійснення міжнародних інвестицій. Найскладнішим на сесіях Уругвайського раунду переговорів залишалося питання допуску на ринки сільськогосподарської продукції.
У квітні 1994 року більшість учасників переговорного процесу (123 учасників з 125), у Марракеші (Марокко) підписали Заключний акт Уругвайського раунду торговельних переговорів і Марракешську декларацію, якою засновувалася Світова організація торгівлі. Переговори в рамках GATT 1947 року були завершені. На сьогоднішній день, GATT 1994 року як угода про торгівлю товарами є однією з основних угод в рамках СОТ. Її доповнюють «Генеральна угода з торгівлі послугами» (англ. «General Agreement on Trade in Services» — «GATS») та Угода про торговельні аспекти прав інтелектуальної власності (англ. «Agreement on Trade-Related Aspects of Intellectual Property Rights» — «TRIPS»).

## Про СОТ

### Штаб-квартира
Centre William Rappard, Женева, Швейцарія.

### Статус і сфера діяльності
Згідно зі статтею VIII Марракеської угоди про утворення Світової організації торгівлі, СОТ є міжнародною міжурядовою організацією, створеною згідно з нормами міжнародного права. СОТ може діяти незалежно від волі кожної країни-члена цієї організації. Проте така діяльність СОТ здійснюється винятково через створені нею органи (Міністерську конференцію, Генеральну раду і Секретаріат). Діяльність СОТ може здійснюватися винятково в рамках її компетенції, визначеної Марракеською угодою і прийнятими на її основі іншими документами.
Згідно з Марракеською угодою, СОТ забезпечує загальну інституційну основу для здійснення торговельних відносин між її членами, тобто утворює міжнародний форум з робочими органами. В його рамках можуть здійснюватися міжнародні переговори як між усіма членами СОТ, так і між окремими учасниками. Сфера регулювання СОТ може бути розширена за рахунок майбутніх угод, які будуть включені в загальну систему СОТ.

### Цілі
Цілі СОТ визначено в преамбулі Марракеської Угоди про утворення СОТ.
Основними з них є:
- підвищення життєвого рівня;
- забезпечення повної зайнятості;
- постійне зростання доходів і ефективного попиту;
- розширення виробництва товарів і послуг та торгівлі ними;
- оптимальне використання світових ресурсів згідно з цілями сталого розвитку;
- захист і збереження навколишнього середовища;
- забезпечення для країн, що розвиваються і найменш розвинених країн такої участі в міжнародній торгівлі, яка б відповідала потребам їх економічного розвитку.

### Члени
Станом на 29 липня 2016 року до СОТ входить 164 члени, з яких 160 — це держави, а 4 — митні території. 160 країн світу — членів СОТ (з 192) — це понад 97 % обсягу світової торгівлі, близько 85 % світового ВВП та понад 85 % населення світу. При цьому 23 країни перебувають у стадії переговорного процесу про вступ до СОТ, зокрема: Алжир, Андорра, Азербайджан, Багами, Білорусь, Бутан, Боснія і Герцеговина, Ємен, Лаоська Народно-Демократична Республіка, Ліван, Сербія, Судан, Узбекистан. Україна набула повноправного членства в СОТ 16 травня 2008 року.

### Принципи
Регулювання міжнародної торгівлі в рамках СОТ здійснюється на базі основних правил і принципів, серед яких одним з найважливіших є принцип недискримінації. Він означає, що всі контрактні сторони-члени СОТ зобов'язані надавати одна одній однаково сприятливі умови. Таким чином, жодна країна не повинна робити винятки для іншої або застосовувати щодо неї дискримінаційний підхід. Принцип недискримінації поділяється на суб-принцип режиму найбільшого сприяння, який застосовується до зовнішніх ринків, та суб-принцип національного режиму, який стосується внутрішнього ринку.
Режим найбільшого сприяння передбачає надання однакових переваг всім країнам в разі надання певної переваги одній країні. Наприклад, держава-член СОТ надає окремій країні, яка необов'язково є членом СОТ, деякі пільги в торгівлі певною послугою. Зазначена країна повинна згідно з режимом найбільшого сприяння встановити щодо інших держав — членів СОТ однаковий пільговий режим. Таким чином викликається мультиплікаторний ефект, який забезпечує поширення пільг, наданих окремій країні, на всі держави — члени, що і сприяє подальшій лібералізації торгівлі. Допускаються також винятки із зазначеного принципу, термін дії яких обмежений до 10 років та які переглядаються через 5 років після впровадження з метою перевірки існування умов, що зумовили їхню необхідність.
Національний режим забороняє дискримінацію іноземних товарів та послуг, наприклад, якщо держава субсидіює вітчизняного оферента послуг, тоді право на субсидії повинен також отримати іноземний оферент. Оскільки такі положення стосуються, зокрема, аудіовізуальної продукції, державних університетів, дитячих садків тощо, вони вважаються проблематичними, тому що викликають примусову комерціалізацію певних сфер економіки.
Принцип взаємності, який в наш час особливо стосується України, зазначає, що країна, яка вступає в СОТ, отримає певні переваги, але і бере на себе певні зобов'язання. У зв'язку з цим важливо також зазначити, що жодна країна «де факто» не може відступити від попередньо взятих на себе зобов'язань в зв'язку з економічними наслідками для неї.
Принцип зобов'язання — тарифні зобов'язання створені членами СОТ пронумеровані у спеціальному списку. Цей список встановлює межу зобов'язань: країна може змінити свої зобов'язання, але лише після переговорів зі своїми торговими партнерами, що може також означати відшкодування їм грошових втрат. Якщо відшкодування не надано, то країна-позивач може ініціювати процедуру обговорення і вирішення даної проблеми на рівні СОТ.
Принцип запобіжних заходів — у певних випадках уряд має право ввести обмежувальні заходи щодо торгівлі.

### Переваги торгової системи
Практично всі великі держави зараз є членами СОТ. Окрім суто економічних переваг, які досягаються шляхом зниження бар'єрів у торгівлі, система СОТ позитивно впливає на політичну і соціальну ситуацію в країнах, а також на індивідуальний добробут громадян.
Переваги СОТ для споживачів
Система СОТ заохочує конкуренцію і знижує торговельні бар'єри, внаслідок чого споживачі виграють. Найочевидніша вигода вільної торгівлі для споживача — це зниження вартості життя. У результаті зниження протекціоністських торговельних бар'єрів дешевшають готові імпортовані товари і послуги, а також вітчизняна продукція, у виробництві якої використовуються імпортні комплектуючі.
Як правило, митні тарифи, державні виробничі субсидії і кількісні обмеження імпорту ведуть не до захисту вітчизняного ринку, а до підвищення вартості життя. Так, у Великій Британії споживачі платять на 500 мільйонів фунтів у рік більше за одяг через торговельні обмеження на імпорт текстилю; для канадців ця сума становить приблизно 780 млн канадських доларів. Показово, що лібералізація сектору телекомунікацій у Європейському Союзі призвела до зниження цін за послуги в середньому на 7-10 %.
Ширший вибір товарів і послуг — також безсумнівна перевага вільної торгівлі. Зовнішня конкуренція стимулює ефективне вітчизняне виробництво, опосередковано знижує ціни і підвищує якість вітчизняної продукції.
У результаті активнішого товарообміну розвиваються нові технології, як це відбулося, наприклад, з мобільним зв'язком.
Збільшення експорту вітчизняної продукції також збільшує доходи виробників, податкові надходження в бюджет, а отже і доходи та добробут населення в цілому.
Вигоди СОТ для економіки країни в цілому
Економічні вигоди:
1. Неможливо провести чітку межу між впливом вільної торгівлі на споживачів, виробників і державу. Зниження торговельних бар'єрів сприяє росту торгівлі, що веде до підвищення як державних, так і особистих доходів.
2. У довгостроковій перспективі розвиток торгівлі веде до підвищення зайнятості в експортних галузях економіки, хоча короткострокове скорочення робочих місць у результаті конкуренції вітчизняних виробників із закордонними практично неминуче. Однак протекціонізм не вирішує проблеми зайнятості. Навпаки, підвищення торгових бар'єрів викликає зниження ефективності виробництва і якості вітчизняної продукції, що за умови обмеження імпорту веде до зростання цін, негативно позначається на обсягах продажу та, з рештою, на кількості робочих місць. Така ситуація склалася, наприклад, у 1980-ті рр. у США, коли були введені жорсткі обмеження на імпорт японських автомобілів.
3. Застосування принципів СОТ дозволяє підвищити ефективність зовнішньоекономічної діяльності держави за рахунок зменшення тарифних і нетарифних торговельних бар'єрів. Недискримінаційний підхід, передбачуваність і прозорість економіки приваблюють партнерів і підвищують товарообіг, сприяють оптимізації діяльності і зниженню витрат компаній, створенню сприятливого клімату для торгівлі та інвестицій, припливу капіталу у країну.

Політичні вигоди:
1. Уряд має більше можливостей захищатися від дій лобістських груп, здійснювати державну політику в інтересах розвитку всіх галузей економіки, а не окремих її частин, що допомагає уникнути викривлень конкурентного середовища.
2. Створюються передумови для боротьби з корупцією і позитивних змін у законодавчій системі, що сприяє припливу інвестицій у країну. Застосування деяких форм нетарифних обмежень (наприклад, імпортних квот) пов'язано з можливістю корупції серед чиновників, що розподіляють ці квоти. Зараз у рамках СОТ ведеться робота щодо скорочення й усунення багатьох діючих квот.
3. Прозорість та відкритість інформації, чіткі критерії безпеки, регламентовані стандарти, застосування принципу недискримінації впливають на політичну ситуацію, знижуючи можливість лобіювання рішень і маніпуляцій.

Вигоди системи СОТ для взаємовідносин між країнами:
1. СОТ надає рівне право голосу всім країнам, обмежуючи у такий спосіб можливість економічного диктату великих держав. Учасникам не потрібно вести переговори щодо торговельних угод з кожним із численних партнерів, тому що відповідно до принципу недискримінації досягнуті в ході переговорів рівні зобов'язань автоматично поширюються на всіх членів СОТ.
2. Система СОТ створює ефективний механізм для вирішення торговельних суперечок, що передбачає зобов'язання незастосування односторонніх дій. Кожна суперечка розглядається окремо з огляду на діючі норми і правила. Після ухвалення рішення країни концентрують свої зусилля на його виконанні, і, можливо, наступному перегляді норм і правил шляхом переговорів. Угоди СОТ створюють правову основу для прийняття чітких рішень.
3. Система СОТ допомагає безперешкодному здійсненню торгівлі і з допомогою конструктивного механізму вирішення суперечок зміцнює міжнародну стабільність і співробітництво.

## Процедура вирішення суперечок в рамках СОТ
Торговельні суперечки держав-членів СОТ є результатом порушених торговельних угод СОТ. Наприклад, суперечка виникає коли одна держава-член СОТ приймає законодавчий акт чи інші нормативно-правові документи, які розглядаються іншими державами-членами СОТ як протиправні відповідно зобов'язань які містяться в угодах СОТ.
Порушенням права СОТ розглядаються дії не лише керівництва держави, а й дії уряду, окремих державних органів та іноді і недержавних інституцій. Як приклад, порушенням права СОТ буде одноособове встановлення державою-членом СОТ проходження експортними/імпортними товарами (послугами) обов'язкових процедур (які не передбачаються окремими угодами СОТ) санітарного чи фітосанітарного контролю. Відповідно, кожна з держав-членів організації матиме право ініціювати процес вирішення спорів в рамках СОТ. Надалі, за результатами розгляду цього питання органом вирішення спорів СОТ такі обов'язкові процедури будуть визнані протиправними, а держава яка їх застосувала — порушником.
На відміну від ГАТТ 1947 року коли розгляд торговельних суперечок міг тягнутися десятиріччями, Уругвайський раунд запровадив чіткі та умовно швидкі строки для кожного з етапів процедури вирішення суперечок чим безумовно сприяв підвищенню її ефективності. За результатами цього раунду переговорів ряд дослідників стверджує про перехід від політико-дипломатичного методу врегулювання торговельних спорів до адміністративно-правового.
До складу Органу вирішення спорів (ОВС) входять скоріш політичні представники держав-членів СОТ, а не професійні та об'єктивні судді, арбітри чи науковці. В той же час, на відміну від політичного представництва інтересів держав в СОТ, фактичний розгляд торговельних спорів і прийняття рішень за ними здійснює не ОВС як такий, а «панелі». Цим і обумовлюється по-перше формальність «судейських» функцій ОВС, та по-друге, відповідно перехід від політичної до правової процедури вирішення спорів. Панелі утворюються згідно з положеннями «Домовленості про врегулювання суперечок».
'Процес вирішення спорів в рамках СОТ здійснюється в два етапи:' розгляд справи панеллю та розгляд справи апеляційним органом (за умов подання апеляції). Давайте зупинимось на аналізі цих етапів.

### Розгляд справи Експертною групою
Приймаючи справу до розгляду, ОВС зобов'язує сторони пройти процедуру взаємних консультацій. Згідно зі ст. 4 Домовленості про врегулювання суперечок (надалі — «ДСА») консультації є обов'язковим етапом процесу вирішення спорів. Мета консультацій полягає в тому, щоб визначити чи можуть сторони по справі вирішити свої суперечки шляхом мирних переговорів. Якщо сторони по справі не здатні врегулювати суперечку на цьому етапі, впродовж 60 днів, то заявник (держава яка ініціювала процес вирішення суперечки) може вимагати, відповідно положень ДСА, заснування панелі для розгляду справи.
Заснування панелі для розгляду справи регламентується положенням ст. 6.1. ДСА. Панель засновується під час наступної зустрічі сторін після їх попередньої зустрічі на засіданні ОВС де заявник вперше вимагав про це. Така вимога повинна містити перелік спеціальних заходів чи процедур які на думку заявника порушила винна сторона. У вимозі також повинні бути зазначені норми права СОТ на яких заявник ґрунтує свої обвинувачення та стисло вказана суть спору. ОВС засновує панель в кожному такому випадку за одним можливим винятком — якщо обидві сторони по справі будуть проти заснування панелі.
За загальним правилом ст. 8.5 передбачає наявність трьох пеналістів однак за погодженістю сторін можливе збільшення їх кількості до п'яти. Стаття 8.6 передбачає, що Секретаріат СОТ має запропонувати кандидатури членів панелі сторонам по справі, причому останні можуть ветувати запропоновані кандидатури лише за наявності об'єктивних обставин. Однак, на практиці сторони по справі рідко мають можливість відхилити запропонований склад панелі. Крім того, якщо сторона чи сторони по справі не погоджуються з потенційним запропонованим їм складом панелі протягом 20 днів з моменту коли була заснована панель то кожна зі сторін має право вимагати від Генерального Директора СОТ остаточно визначити склад панелі.
Члени панелі повинні мати достатню кваліфікацію та знання права СОТ, бути фахівцями у питаннях вирішення суперечок чи міжнародними торговельними експертами. Наприклад, ними можуть бути люди які раніше були у складі панелі, представляли справу на розгляд панелі чи в минулому репрезентували держав-членів СОТ в процесі розгляду суперечок ще до створення ОВС, тобто відповідно загальним процедурам передбаченим ГАТТ 1947 року. Також до складу панелі можуть бути призначені відповідні представники держав-членів СОТ не зацікавлені по суті справи. Стаття 8.3. ДСА передбачає, що громадяни сторін по справі не можуть бути у складі панелі крім випадків коли обидві сторони по справі не погодяться на це.
Формально, рішення панелі по справі має рекомендаційний характер для ОВС, однак такі «рекомендації» можуть бути відхилені лише за умов «негативного консенсусу» усіх членів ОВС СОТ. Тобто, якщо усі члени СОТ будуть проти такої «рекомендації».
По аналогії із судовим процесом, тут можна виділити два етапи: попередній розгляд справи панеллю та розгляд справи панеллю. Положення ст. 7.1 ДСА передбачає стандартний «мандат консультацій», якщо сторони не викажуть погодження на інший. Стандартний мандат консультацій включає право розгляду спірного питання на предмет його відповідності чи невідповідності угодам на порушення яких посилається заявник.
Правове регулювання процедури вирішення спорів в рамках розгляду справи панеллю закріплюється ст. 12 ДСА. Перед першим засіданням панелі, кожна зі сторін має надати їй свої письмові доводи. На першому засіданні сторони по справі та інші члени-СОТ які заявили свій інтерес у справі також надають свої доводи та аргументи однак зазвичай в усній формі. На другому засіданні сторони по справі надають свої доводи у письмовій формі. Мета надання доводів у письмовій формі, під час другого засідання панелі, полягає у необхідності як змістовного спростування аргументів наданих противною стороною під час першого засідання, так і фактичного підтвердження своїх власних аргументів.
Якщо якась із сторін під час розгляду справи панеллю підіймає наукові, експертні чи інші питання які потребують участі кваліфікованих спеціалістів то панель може запросити таких спеціалістів та/чи групу таких спеціалістів для надання висновку. Прийнявши експертний висновок та заслухавши відгуки сторін на нього панель приймає рішення та надає сторонам для ознайомлення описову його частину (факти та аргументацію) відповідно до якої сторони мають два тижні щоб привнести свої коментарі та/чи аргументи. За результатами вказаного двотижневого періоду панель надає сторонам уточнене рішення, яке має характер «проміжного відгуку», однак з уточненням виявлених порушень та відповідних висновків панелі.
Після цього сторони мають тиждень для надання своїх коментарів щодо цього проміжного відгуку панелі. Після вказаного періоду для надання сторонами своїх коментарів починається новий двотижневий період протягом якого панель розглядає доводи сторін та за своїм рішенням може або додатково призначити засідання (у ці два тижні) або остаточно вирішити справу. Три тижні по тому, це рішення панелі розповсюджується поміж усіма іншим державам-членам СОТ для ознайомлення.
Згідно з положенням ст. 16.4 ДСА вказане рішення панелі стає рекомендацією чи рішенням ОВС якщо: 1) протягом 60 днів не буде відхилено консенсусом ОВС; 2)протягом 60 днів «винна» сторона офіційно не повідомить ОВС про своє рішення подати апеляцію до Апеляційного органу.. Кожна зі сторін має право подати апеляцію.

### Апеляційний розгляд
Кожна апеляційна заява розглядається трьома членами АО. АО складається з сіми членів які назначаються ОВС на чотири роки. Член АО може лише раз бути переобраним на другий строк. Крім того, членом АО може бути лише відома у професійних кругах людина, яка має достатній авторитет та довіру. Також члени АО мають бути фахівцями з права СОТ та добре розумітися у міжнародних торговельних відносинах.
На відміну від члена панелі, який може бути представником незацікавленої у спорі держави, член АО не може бути якимось чином пов'язаним із державною службою, тобто не може бути на посаді держслужбовця жодної з держав.
Апеляційний розгляд справи не передбачає повністю новий її перегляд, а лише перевірку суто правових її аспектів та насамперед правильності інтерпретації панеллю тих чи інших положень угод СОТ. Потрібно відмітити, що АО не має компетенції розглядати нові факти чи переглядати вірність вже наданих доказів. Відповідно до положень ст. 17.5 ДСА апеляційний розгляд справи не повинен перевищувати 60 днів, однак у особо складних випадках він може бути пролонгованим ще на 30 днів. За результатами апеляційного розгляду готується рішення-відгук, яке далі надається ОВС для затвердження.
Рішення-відгук АО вважається автоматично затвердженим ОВС якщо протягом 30 днів воно не буде відхилено за консенсусом ОВС (тобто консенсусом представників усіх країн-членів СОТ).

## Критика
Встановленою ціллю СОТ є підтримка вільної торгівлі та економічного зростання. Багато людей[хто?] аргументують думку, що вільна торгівля не допомагає зробити життя звичайних людей процвітаючим, а лише робить багатих (країн та людей) багатшими. СОТ часто звинувачують в частковому та нечесному ухилі в бік міжнародних корпорацій та багатих націй.
Критики доводять, що малі країни у СОТ користуються незначним впливом, і всупереч цілі СОТ, замість допомоги країнам, що розвиваються, впливові нації у СОТ фокусуються на своїх власних комерційних інтересах. Вони також стверджують, що принципи здоров'я, безпеки та охорони довкілля стабільно ігноруються.

### Світова організація торгівлі й медичні препарати
Спроба СОТ знайти баланс між інтересами виробників і споживачів товарів медичного призначення вбачається в Преамбулі до ТРІПС де вказується, що захист та контроль за дотриманням прав ІВ «повинні сприяти запровадженню технологічних нововведень та передачі і розповсюдженню технологій для обопільної вигоди виробників і користувачів» технологічних знань «у такий спосіб, що сприяє соціальному та економічному добробуту, а також балансу прав і обов'язків» (див. Д. М. Чибісов).
Тобто, базовий принцип — використовувати результати інтелектуальної діяльності у спосіб, який не призводять до надмірної матеріальної шкоди законним інтересам її власника.
Однак, не зважаючи на текст Преамбули, з моменту прийняття ТРІПС виникли побоювання, що більша цінова влада, яку отримали фармацевтичні компанії, позначиться на доступності ліків в особливо бідних державах-членах СОТ. Як свідчить історія, такі побоювання були ґрунтовними та виправдались коли епідемія ВІЛ/СНІДу почала швидко поширюватись по територіях країн, що розвивалися, а вартість антиретровірусних препаратів робила їх недоступними для місцевого населення.
За умов стрімкого поширення епідемії, деякі члени СОТ, що розвиваються, зупинили процес патентування іноземних антиретровірусних препаратів, що дозволило їм копіювати та виробляти останні не сплачуючи ліцензійних виплат.
Це призвело до появи так званих «дженериків». Фактично, це копії запатентованих препаратів вартість яких у декілька разів менша вартості оригіналів. Поняття «дженеричні» препарати означає препарати які мають подібні з оригінальними препаратами властивості, але дешевші в середньому на 40 відсотків, за рахунок виключення з їх собівартості ліцензійних виплат, тобто виплат в тому числі за їх інтелектуальну складову. Пізніше виробництвом дженеричних препаратів зайнялися і розвинені держави.
Наприклад, США у 2001 р. під час епідемії «сибірки» погодилися надати примусові ліцензії на запатентований препарат «Ципрофлоксацин», що призвело до стрімкого падіння цін на нього.
Того ж року бразильська фармацевтична компанія «Рош» стала продавати антиретровіруси «Вірацепт» зі знижкою 40 відсотків після того, як було оголошено про видачу примусових ліцензій на його виробництво місцевій лабораторії. Так, у період з 2003 по 2010 р. щонайменше десять різних держав надали примусові ліцензії на виробництво тих чи інших лікарських препаратів[джерело?].

## Україна та СОТ

### Історія переговорного процесу зі вступу України до СОТ
В радянському минулому Україна була членом Ради економічної взаємодопомоги (РЕВ) — аналога GATT країн Варшавського пакту. У незалежній Україні приєднання до СОТ був одним з пріоритетів зовнішньоекономічної політики України і розглядався як системний фактор розвитку національної економіки, лібералізації зовнішньої торгівлі, створення передбачуваного та прозорого середовища для залучення іноземних інвестицій, що відповідає національним інтересам України. На початку 2005 року Президент Віктор Ющенко проголосив приєднання України до Світової організації торгівлі одним із першочергових пріоритетів зовнішньоекономічної політики на 2005 рік. Членство в СОТ було також умовою Європейської комісії для початку переговорів щодо створення спільної торговельної зони.
Загалом процес приєднання України до СОТ передбачав дві головні складові:
- проведення двосторонніх та багатосторонніх переговорів та підписання угод з доступу до ринків товарів та послуг з країнами-членами Робочої групи СОТ;
- гармонізація законодавства України відповідно до вимог угод СОТ.

Процес приєднання України до системи ГАТТ/СОТ розпочався 17 грудня 1993 року, коли було прийнято рішення про створення Робочої групи (РГ) з розгляду заявки України щодо приєднання до ГАТТ/СОТ. Наступним кроком, відповідно до процедури приєднання, стало подання на розгляд Робочої групи 28 червня 1994 року Меморандуму про зовнішньоторговельний режим України. Після ознайомлення членів РГ з Меморандумом та завершення етапу запитань та відповідей розпочалися переговори про вступ у багатосторонньому форматі. З того часу в середньому раз на рік відбувалися офіційні засідання РГ, а з 1997 року розпочався процес двосторонніх переговорів з країнами-членами РГ. В цілому до складу РГ з розгляду заявки України щодо приєднання до СОТ увійшло 49 країн (країни ЄС вели переговори як один учасник РГ).
У 2003–2006 роках було значно активізовано переговорний процес між Україною та СОТ. Зокрема, протягом цього періоду було забезпечено:
- проведення 7-ох засідань Робочої групи з розгляду заявки України про вступ до СОТ;
- проведення двосторонніх переговорів з 35 країнами-членами СОТ.

Протягом 2003—2006 років підписано 35 з 49 двосторонніх протоколів з доступу до ринків товарів та послуг:
- у 2003 році (11) з Бразилією, Болгарією, Естонією, ЄС, Ізраїлем, Кубою, Польщею, Словаччиною, Таїландом, Чехією, Угорщиною;
- у 2004 році (10) з Аргентиною, Гондурасом, Домініканською Республікою, Литвою, Малайзією, Монголією, Парагваєм, Туреччиною, Швейцарією, Шрі-Ланкою;
- у 2005 році (9) з Сальвадором, Молдовою, Норвегією, Індонезією, Японією, Ісландією, Хорватією, Еквадором та Китаєм;
- у 2006 році (5 протоколів) з США, Панамою, Австралією, Єгиптом та Колумбією.

Також завершено переговори із Перу, Вірменією та Тайванем. Тривали переговори з Киргизстаном.
Протягом 2005–2006 років було вирішено низку проблемних питань, які уповільнювали переговори між Україною та РГ СОТ.
Зокрема, було:
- усунуто податкові пільги, що надавались окремим підприємствам промисловості;
- встановлено однакові ставки акцизного збору на вітчизняні та імпортні транспортні засоби відповідно до принципу національного режиму;
- усунуто звільнення від ПДВ та податку на прибуток, платежів у Державний інноваційний фонд, від ПДВ та митних зборів на імпорт сировини, матеріалів, обладнання та товарів (не вироблених в Україні), які призначались для використання в межах технологічних парків;
- усунуто пільги у спеціальних економічних зонах та особливі режими для інвестиційної діяльності. Зокрема, всі звільнення від сплати мита на імпорт, ПДВ, акцизних зборів, квот та ліцензій, податку на прибуток, платежів у фонд соціального страхування безробіття, збору у Державний інноваційний фонд та обов'язкового продажу валютних надходжень;
- скасовано вимогу продажу Національному банку України 50 % валютної виручки суб'єктами зовнішньоекономічної діяльності при реалізації зовнішньоторговельних контрактів;
- скасовано дискримінаційний підхід до іноземних компаній щодо використання податкових векселів при розрахунках з бюджетом;
- скасовано режим ліцензування і квотування експорту деяких видів продукції;
- встановлено фіксовану плату за видачу експортних ліцензій, що відповідає вартості надання зазначеної послуги замість плати в адвалерному еквіваленті до вартості контракту;
- скасовано додатковий збір при імпорті нафтопродуктів.

16 січня 2008 року Україна і ЄС на переговорах в Лондоні врегулювали питання експортних мит, знявши останню перешкоду на шляху України до СОТ.
За чотирнадцять років переговорів було завершено двосторонні переговори про доступ до ринків товарів та послуг з 52 країнами-членами СОТ, прийнято більше 50 законів необхідних для адаптації українського законодавства до вимог Світової організації торгівлі.
Найбільш відчутний і важливий прорив в переговорному процесі був досягнутий протягом 2005—2007 років, коли Україна отримала статус країни з ринковою економікою з боку ЄС та США, була скасована поправка Джексона-Вейніка, завершені переговори з найважливішими країнами-членами СОТ.

### Україна і СОТ
5 лютого 2008 р. на засіданні Генеральної Ради Світової організації торгівлі прийнято рішення про приєднання України до Марракеської угоди про заснування СОТ. Того ж дня Президент України Віктор Ющенко та керівники СОТ підписали угоду про вступ України до організації.
У Верховної Ради України було п'ять місяців для ратифікації цієї угоди. У цей же день було оприлюднено пресреліз СОТ стосовно зобов'язань України.
10 квітня 2008 року Верховна Рада України ратифікувала протокол про вступ України до Світової організації торгівлі 411 голосами. 16 квітня МЗС України направило ноту генеральному секретареві СОТ, в якій повідомило керівництво СОТ про ратифікацію Протоколу про вступ України до цієї організації. Також було ухвалено постанову Кабінету Міністрів. 16 травня Україна стала 152-им офіційним членом СОТ.
28 лютого 2025 року США утрималися від заяви членів Світової організації торгівлі, яка засудила агресію Росії в Україні. Як повідомило агентство Reuters, це перший випадок, коли США не підтримали заяву, яка публікується щороку після повномасштабного вторгнення Росії в Україну в лютому 2022 року. Заяву підписали 44 члени СОТ та Україна, включаючи Європейський Союз, Великобританію, Канаду та Австралію.

#### Позови України до СОТ
18 вересня 2023 року, згідно повідомлення пресслужби Мінекономіки України з посиланням на очільницю міністерства Юлію Свириденко, Україна подала позови до СОТ проти Польщі, Словаччини та Угорщини через заборону на імпорт зерна. В свою чергу, вже 19 вересня 2023 року, президент Польщі Анджей Дуда, після свого виступу на Генасамблеї ООН, заявив, що Україна має пам'ятати, що отримує допомогу від Польщі. «Було б добре, щоб Україна пам'ятала, що вона отримує від нас допомогу, і пам'ятала, що ми також є транзитною країною для України», — сказав польський президент.
5 жовтня 2023 року, згідно повідомлення торгового представника України Тараса Качки, Україна «поставила на паузу» розгляд скарги до СОТ на Польщу, Угорщину та Словаччину.